# Крикуны
«Крикуны» (англ. «Screamers») — кинофильм режиссёра Кристиана Дюгея, фантастический боевик, антиутопия, экранизация рассказа Филипа К. Дика «Вторая модель». Фильм участвовал в 3 номинациях на канадскую кинопремию «Джини». Лента не получила особого коммерческого успеха, однако со временем приобрела культовый статус.
- Слоган фильма: «Последним криком, который вы услышите, будет ваш собственный…»

## Сюжет
Действие происходит в 2078 году на планете Сириус 6б — горнодобывающей колонии НЭБ (Нового экономического блока, англ. N.E.B.). Корпорация НЭБ в течение последних 50 лет контролировала добычу ресурсов во всех известных планетных системах. 16 июля 2064 года на Сириусе 6б было найдено новое топливо — минерал бериний (англ. berynium) — решение глобального энергетического кризиса. На планете были построены шахты для его добычи. Некоторое время спустя шахтёры и учёные обнаружили, что добыча бериния неизбежно сопровождается выбросами смертельно ядовитых и радиоактивных веществ. Они отказались продолжать работы и замуровали шахты. В ответ корпорация направила на планету войска, чтобы восстановить контроль и возобновить добычу. Однако войска встретили жёсткое сопротивление.
В это время жители других планет (преимущественно Земли) сформировали так называемый Альянс для помощи сражающимся рабочим на Сириусе 6б. НЭБ объявила войну Альянсу. Эта ситуация спровоцировала раскол населения на сторонников НЭБ и Альянса и новую холодную войну на Земле. Однако военные действия велись только на колониях Земли и преимущественно на Сириусе 6б. После четырёх лет противостояния НЭБ нанесла массированные удары по городам Сириуса 6Б с использованием ядерного и бактериологического оружия. Некогда процветавшая планета превратилась в руины. Гражданское население было почти полностью уничтожено. Уцелевшие повстанцы и солдаты корпорации закрылись в укрепленных бункерах и продолжили противостояние.
Ситуация изменилась, когда учёные Альянса на Земле разработали автономные мобильные мечи (англ. autonomous mobile sword) — миниатюрных боевых роботов, вооружённых циркулярными пилами (отсюда их другое название — «резцы»), способных достаточно быстро передвигаться под землёй, невысоко прыгать над поверхностью при атаке, и, самое главное, обучаться. Пронзительный, режущий слух визг при атаке — скрежет, издаваемый их электропилами — способен оглушить противника (отсюда название — «крикуны»). Единственной целью этих машин было расчленение и, как следствие, убийство любых живых организмов с последующей транспортировкой их частей в подземную базу для переработки (в фильме указано, что при разложении тел выделяется метан — это топливо, глазная жидкость — смазка и т. д.). Всем солдатам Альянса были выданы электронные браслеты, сигналы которых создают помехи для систем наведения крикунов, которые наводятся на ритм сердцебиения человека, из-за чего они не могут напасть на носителей таких браслетов, считая что они уже мертвы. Первые экземпляры машин поставлялись с Земли, но почти сразу на Сириусе 6б была построена подземная станция для производства новых роботов. Вся забота по поддержанию станции, снабжению энергией, доставке необходимых ресурсов и совершенствованию механизмов была полностью возложена на самих роботов.
Полковник Джозеф Хендриксон, командир вооружённых сил Альянса на Сириусе 6Б, получает послание от командира НЭБ Маршала Ричарда Купера с предложением перемирия. Солдат НЭБ, нёсший послание, отдал жизнь, чтобы его доставить. В этот же день неподалёку от бункера терпит крушение транспортный шаттл Альянса, перевозивший солдат на Тритон-4. Из 38 человек на борту выжил один — рядовой снайпер Джефферсон по прозвищу «Ас». Он подтверждает информацию о том, что на Тритоне-4 найдены залежи бериния, и сообщает, что НЭБ и Альянс устраивают там новую кампанию. Война же на Сириусе 6б бессмысленна, командующий ею генерал давно мертв, но Земля использует его голограмму чтоб удерживать солдат на планете: их не могут всех здесь убить, не могут вернуть домой или завершить войну, так как это задаст слишком много вопросов, пока человечество вовлечено в охоту за ресурсами.
Поняв, что дальнейшая война на Сириусе 6б бессмысленна, Хендриксон решает принять предложение о перемирии и вместе с Джефферсоном отправляется в главный бункер НЭБ на поиски маршала Купера, главы сил НЭБ на планете. По пути они встречают мальчика по имени Дэвид, держащего на руках игрушечного медвежонка. Дэвид рассказывает, что он потерял родителей во время бомбардировки города. Хендерсон и Джефферсон берут мальчика с собой; позже мальчишку ни с того, ни с сего убивают выстрелом с большого расстояния солдаты корпорации НЭБ — Росс и Беккер. Мальчик оказывается крикуном, замаскированным под человека.
Обитатели бункера НЭБ отводят прибывших в подземный склад, где те встречают третьего обитателя бункера, девушку по имени Джессика Хансен. Нэбовцы сообщают пришельцам, что сами потеряли связь с собственным командованием после того, как их сослуживцы позволили войти в командный бункер такому же мальчику.
Прибыв в бункер, они повсюду обнаруживают следы крови и ни одного живого человека. Спутники связи корпорации вышли из строя и, по-видимому, все солдаты НЭБ на планете мертвы. Внезапно на Росса нападает крикун неизвестной модели, похожий на рептилию. Его убивают, но на подходе целая толпа «Дэвидов», поэтому все, кроме Хендриксона, в спешке убегают. Полковник, используя единственный работающий компьютер, находит информацию о моделях крикунов, которых он встретил. Рептилия — модель 1 улучшенная, «Дэвид» — модель 3. Информацию о модели 2 ему получить не удаётся.
По возвращении на склад Хендриксон сообщает о неизвестном типе. Джессика рассказывает, что это раненый солдат, умоляющий о помощи. Беккер, якобы ошибочно подозревая Росса в принадлежности к крикунам, убивает его. Все отправляются в обратный путь — к бункеру Альянса. На подходе к бункеру Хендриксон связывается со своим заместителем Чаком Элбараком внутри и понимает по механическим и однообразным ответам того, что все в бункере мертвы, а он разговаривает с крикуном. Толпу «Дэвидов», вышедшую навстречу, Хендриксон уничтожает ядерной ракетой «Мини-Плуто», которую Джефферсон украл со склада в бункере НЭБ.
После взрыва Беккер, оказавшийся крикуном той самой неизвестной доселе второй модели, убивает Джефферсона. Хендриксон и Джессика отправляются в горы Нью-Аламо, где Альянс на крайний случай спрятал космический корабль для эвакуации высших офицеров. В ангаре на полковника нападает крикун, являющийся копией Чака. Он рассказывает о смерти маршала Купера и о том, что машины научились использовать кожу убитых людей по прямому назначению. Полковник убивает крикуна второй модели с внешностью Чака и, добравшись до корабля, выясняет, что он рассчитан на одного человека. Полковник предлагает лететь Джессике, но та тоже оказывается крикуном. Появляется копия Джессики, и между роботами завязывается драка. «Джессика #2» убивает «Джессику #1», но сама сгорает при прогреве двигателя. Хендриксон улетает с планеты. «Джессика #1» имела множество возможностей уничтожить Хендриксона, но не воспользовалась ими. Разум робота находился на дороге к очеловечиванию.
Но когда корабль выходит в открытый космос, взяв курс на Землю, и Хендриксон выключает и швыряет за спину свой браслет, выясняется, что в корабле находится ещё и игрушечный медвежонок, такой же, какого носили крикуны третьей модели. Браслет падает прямо на игрушку. Медвежонок приходит в движение. Корабль, разгоняясь, растворяется в чёрной бездне космического пространства.

## В ролях
| Актёр              | Роль в фильме                   | Примечания                                                                            | Прототип в книге                                                                   |
| ------------------ | ------------------------------- | ------------------------------------------------------------------------------------- | ---------------------------------------------------------------------------------- |
| Питер Уэллер       | Полковник Джозеф Э. Хендрикссон | Глава сил Альянса на Сириусе 6б                                                       | Майор Джозеф Хендрикс                                                              |
| Рой Дюпюи          | Беккер                          | Солдат НЭБ, под чьей личиной скрывается крикун типа 2                                 | Клаус Эпштейн, советский солдат, австриец                                          |
| Дженнифер Рубин    | Джессика Хансен                 | Притворялась солдатом НЭБ, крикун, модель 4                                           | Тассо, русская полковая проститутка                                                |
| Эндрю Лауэр        | Рядовой Майкл «Ас» Джефферсон   | Солдат Альянса с разбившегося транспорта                                              | Нет                                                                                |
| Чарльз Пауэлл      | Росс                            | Солдат НЭБ, в котором подозревали крикуна модели 2                                    | Руди Максер, советский солдат, поляк                                               |
| Рон Уайт           | Чак Элбарак                     | Заместитель Хендриксона, впоследствии крикун модели 2                                 | Лейтенант Скотт, заместитель Хендрикса                                             |
| Майкл Калос        | Дэвид                           | Маленький мальчик, крикун модели 3                                                    | Дэвид                                                                              |
| Лилиана Комаровска | Ландовская                      | Офицер Альянса, снайпер                                                               | Эрик, в фильме — женщина                                                           |
| Джейсон Кавалье    | Леон                            | Солдат Альянса                                                                        | Капрал Леон                                                                        |
| Лени Паркер        | Капрал Макдональд               | Связистка Альянса                                                                     | Нет                                                                                |
| Сильван Массэ      | Солдат НЭБ                      | Солдат из бункера НЭБ, пытавшийся передать Альянсу мирное послание и убитый крикунами | Алекс Радзиевский, советский солдат, отправленный с мирным посланием к войскам ООН |
| Брюс Боа           | Секретарь Грин                  | Один из руководителей Альянса, находящийся на Земле                                   | Генерал Томпсон, находящийся на Луне                                               |
| Том Берри          | Техник                          |                                                                                       |                                                                                    |
| Генри Рамер        | Рассказчик                      |                                                                                       |                                                                                    |

## Отзывы и критика
В целом «Крикуны» получили отрицательную оценку критики. На сайте Rotten Tomatoes фильм сохраняет оценку 30 % по результатам 30 зрительских обзоров.
Роджер Эберт дал фильму умеренно положительную оценку, выставив ему две с половиной «звездочки» из четырёх. Он отметил, что фильм «снят с определенной долей воображения и рассудка», «диалоги часто весьма эффектны» и «что делает фильм в чём-то интригующим, так это неопределенность в духе „Бегущего по лезвию“: кто является человеком, а кто не является».
Джеймс Берардинелли дал фильму положительную оценку, выставив ему три звезды из четырёх. Берардинелли отметил «тягучую атмосферу» фильма и подчеркнул «важный факт: для успеха фильма такого рода нужен не большой бюджет и не именитые звезды».
Time Out New York Film Guide дал фильму посредственную оценку, раскритиковав «бесцельную режиссуру» Кристиана Дюгуа и заметив, что «фильму не хватает ума, чтобы соответствовать своему мрачному первоисточнику», но отметил труд специалистов по дизайну и спецэффектам, «придавшим жизнь и масштаб футуристическим декорациям и существам».
Роб Блэкуэлдер со SplicedWire дал фильму отрицательную оценку, заявив, что «Крикуны» переполнены киноштампами, шаблонными персонажами и бессмысленными сценами.

## Премьера
Предпремьерный показ фильма состоялся 8 сентября 1995 года на Международном кинофестивале в Торонто. Ниже перечислены основные премьеры фильма.
- — 26 января 1996
- — 25 апреля 1996
- — 24 мая 1996
- — 28 июня 1996
- — 10 июля 1996
- — 18 июля 1996
- — 25 июля 1996
- — 1 августа 1996
- — 30 ноября 1996
- DVD — 29 июля 1998[9]

## Награды и номинации
| Награда        | Номинация                             | Результат   |
| -------------- | ------------------------------------- | ----------- |
| Премия «Джини» | Лучшая работа художника-постановщика  | Не выиграна |
| Премия «Джини» | Лучшая музыка к фильму                | Не выиграна |
| Премия «Джини» | Лучший актёр второго плана (Рон Уайт) | Не выиграна |

## Сиквел
Спустя 13 лет после премьеры первой части, был снят сиквел под названием «Крикуны 2: Охота». Фильм не был пущен в прокат, а вышел 17 февраля 2009 года сразу на DVD. По информации выпускающей компании, данная мера была применена исходя из опыта предыдущей части фильма, не имевшей сильного успеха в прокате.
События сиквела происходят спустя 30 лет после событий первой части фильма. С планеты Сириус 6б поступает сигнал SOS. С Земли отправляется спасательная команда, чтобы найти источник сигнала и спасти любого выжившего человека. График операции значительно сокращен: через шесть дней планета Сириус 6б будет подвержена мощному метеоритному удару, в течение 24 часов после которого все формы жизни на планете будут уничтожены.